# یواس‌اس اسکالپتر (ای‌کی-۱۰۳)
یواس‌اس اسکالپتر (ای‌کی-۱۰۳) (به انگلیسی: USS Sculptor (AK-103)) یک کشتی است که طول آن ۴۴۱ فوت ۶ اینچ (۱۳۴٫۵۷ متر) می‌باشد. این کشتی در سال ۱۹۴۳ ساخته شد.